# Anodonta peggyae
Anodonta peggyae är en musselart som beskrevs av Johnson 1965. Anodonta peggyae ingår i släktet Anodonta och familjen målarmusslor. Inga underarter finns listade i Catalogue of Life.